# Communauté de communes du Pays d’Othe
Die Communauté de communes du Pays d’Othe ist ein französischer Gemeindeverband mit der Rechtsform einer Communauté de communes im Département Aube in der Region Grand Est. Sie wurde am 18. Dezember 2002 gegründet und umfasst 14 Gemeinden. Der Verwaltungssitz befindet sich in der Commune nouvelle Aix-Villemaur-Pâlis.

## Historische Entwicklung
Am 1. Januar 2017 kamen die drei Gemeinden Bercenay-en-Othe, Chennegy und Neuville-sur-Vanne der aufgelösten Communauté de communes des Portes du Pays d’Othe zum Gemeindeverband. Gleichzeitig wurde die Bezeichnung des Verbandes von Communauté de communes du Pays d’Othe Aixois auf den aktuellen Namen geändert.

## Mitgliedsgemeinden
| Gemeinde                           | Einwohner 1. Januar 2022 | Fläche km² | Dichte Einw./km² | Code INSEE | Postleitzahl |
| ---------------------------------- | ------------------------ | ---------- | ---------------- | ---------- | ------------ |
| Aix-Villemaur-Pâlis                | 3.336                    | 75,30      | 44               | 10003      | 10160        |
| Bercenay-en-Othe                   | 419                      | 17,85      | 23               | 10037      | 10190        |
| Bérulle                            | 196                      | 16,50      | 12               | 10042      | 10160        |
| Chennegy                           | 471                      | 23,19      | 20               | 10096      | 10190        |
| Maraye-en-Othe                     | 429                      | 42,32      | 10               | 10222      | 10160        |
| Neuville-sur-Vanne                 | 469                      | 17,25      | 27               | 10263      | 10190        |
| Nogent-en-Othe                     | 44                       | 9,06       | 5                | 10266      | 10160        |
| Paisy-Cosdon                       | 334                      | 17,84      | 19               | 10276      | 10160        |
| Planty                             | 231                      | 10,82      | 21               | 10290      | 10160        |
| Rigny-le-Ferron                    | 322                      | 19,05      | 17               | 10319      | 10160        |
| Saint-Benoist-sur-Vanne            | 229                      | 16,68      | 14               | 10335      | 10160        |
| Saint-Mards-en-Othe                | 639                      | 31,40      | 20               | 10350      | 10160        |
| Villemoiron-en-Othe                | 204                      | 12,49      | 16               | 10417      | 10160        |
| Vulaines                           | 225                      | 8,72       | 26               | 10444      | 10160        |
| Communauté de communes Pays d’Othe | 7.548                    | 318,47     | 24               | –          | –            |